# Pamięć genetyczna
Pamięć genetyczna – ogólna nazwa szeregu procesów w biologii i psychologii, w wyniku których materiał genetyczny używany jest do składowania i przenoszenia biologicznej struktury organizmu czy instynktu, zapewnia istnienie ciągłości genetycznej minionych i żyjących pokoleń.
W psychologii, pamięć genetyczna to pamięć obecna w momencie urodzenia organizmu, składają się na nią podstawowe zachowania wspólne dla danego gatunku nagromadzone przez wiele pokoleń i składowane w kodzie genetycznym.